# رابرت هیلارد بارو
رابرت هیلارد بارو (انگلیسی: Robert H. Barrow; ۵ فوریهٔ ۱۹۲۲ – ۳۰ اکتبر ۲۰۰۸) ژنرال سپاه تفنگداران دریایی ایالات متحده آمریکا بود، که در فاصله سال‌های ۱۹۷۹ تا ۱۹۸۳ به‌عنوان بیست و هفتمین فرمانده سپاه تفنگداران دریایی فعالیت می‌کرد.
بارو فعالیت نظامی را از سال ۱۹۴۲ در سپاه تفنگداران دریایی آمریکا آغاز کرد، از ۱۹۷۵ تا ۱۹۷۶ معاون نیروی انسانی سپاه تفنگداران دریایی آمریکا بود، در فاصله سال‌های ۱۹۷۶ تا ۱۹۷۸ فرماندهی ناوگان نیروی تفنگداران دریایی اقیانوس اطلس را برعهده داشت و از ۱۹۷۸ تا ۱۹۷۹ به‌عنوان جانشین فرمانده سپاه تفنگداران دریایی فعالیت می‌کرد.